# Prössingbach
Der Prössingbach ist ein linker Nebenfluss der Lavant im Bezirk Wolfsberg in Kärnten, Österreich.

## Verlauf
Der Prössingbach entspringt im Weißwassergraben bei der Grillitschhütte nahe der Grenze zur Steiermark. Er fließt nach Nordwesten, nimmt dann die Bäche aus dem Trummgraben und dem Himmelreichgraben auf und wendet sich mehr nach Westen. In Frantschach mündet er in die Lavant.

## Einzugsgebiet, Nebenbäche
Das Einzugsgebiet des Prössingbachs liegt in der Gemeinde Frantschach-St. Gertraud und hat eine Fläche von 49 Quadratkilometern. Die größten Nebenbäche sind:
| Name              | Mündungsseite | Mündungsort    | Einzugsgebiet in km² |
| ----------------- | ------------- | -------------- | -------------------- |
| Trummgraben       | rechts        |                | 02,1                 |
| Himmelreichgraben | links         |                | 01,4                 |
| Brandgraben       | rechts        | vor Hubenbauer | 09,8                 |
| Rassingbach       | links         | vor Brugger    | 13,9                 |
| Göselbach         | rechts        | Brugger        | 02,4                 |
| Zoderkogelbach    | links         |                | 01,6                 |